# Campeonato Mineiro 1919
In 1919 werd het vijfde Campeonato Mineiro gespeeld voor voetbalclubs uit de Braziliaanse stad Belo Horizonte, hoofdstad van de staat Minas Gerais. De competitie werd gespeeld van 11 mei tot 9 november en werd georganiseerd door de Liga Mineira de Desportos Terrestres, officieel heette het kampioenschap toen nog Campeonato da Cidade de Belo Horizonte. América werd kampioen. 

## Eindstand
| Plaats | Club             | Wed. | W | G | V | Saldo | Ptn. |
| ------ | ---------------- | ---- | - | - | - | ----- | ---- |
| 1.     | América          | 6    | 5 | 1 | 0 | 19:7  | 11   |
| 2.     | Sete de Setembro | 5    | 3 | 0 | 2 | 9:9   | 6    |
| 3.     | Atlético         | 5    | 1 | 1 | 3 | 7:8   | 3    |
| 4.     | Corinthians      | 6    | 1 | 0 | 5 | 0:17  | 2    |
| 5.     | Yale             | 0    | 0 | 0 | 0 | 0:0   | 0    |

|  | Kampioen |

### Kampioen
| Campeonato Mineiro de 1919 |
| -------------------------- |
| AMÉRICA 4º Titel           |